# Vicente da Silva Guterres

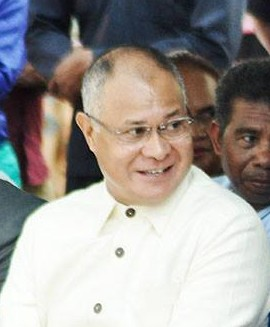
Vicente da Silva Guterres (2015)

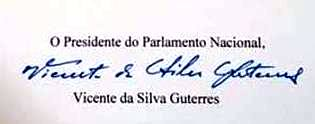
Unterschrift

Vicente da Silva Guterres (* 22. Januar 1955 in Baguia, Portugiesisch-Timor) ist ein Politiker aus Osttimor. Im Zivilleben ist Guterres Lehrer für Philosophie. Von 2012 bis 2016 war er Präsident des Nationalparlaments Osttimors.

## Werdegang
Guterres war einer der Bewohner des Casa dos Timores in Lissabon.
Während der indonesischen Besatzung Osttimors (1975–1999) lebte Guterres in Portugal, wo er für die Diplomatische Front des Timoresischen Widerstands tätig war (Frente Diplomática da Resistência Timorense). Von 1975 bis 1977 war er Direktor des Casa Timor (Timorhaus) und von 1980 bis 2000 Sekretär der timoresischen Flüchtlingsgemeinde in Portugal (Comunidade dos Refugiados de Timor em Portugal CRT). Von 1977 bis 1982 war Guterres Präsident der Timoresischen Jugendunion in Portugal (União da Juventude Timorense em Portugal UJT). Ab 1982 war er zweiter Vizepräsident der Partei União Democrática Timorense (UDT), von 1989 bis 1993 erster Vizepräsident und von 1993 bis 1998 Präsident der politischen Kommission der UDT. Dazu Sekretär der Generalversammlung der Liga der Freunde Timors in Lissabon (Liga dos Amigos de Timor em Lisboa) von 1989 bis 2000 und Vizepräsident des Kabinetts für Timoresische Angelegenheiten (Gabinete dos Assuntos de Timor GATIMOR) von 1983 bis 1993. Bis 2000 war Guterres Präsident von GATIMOR. Von 1986 bis 1993 war er Mitglied des Direktoriums der Convergência Nacionalista Timorense (CNT). 1998 gründete Guterres seine eigene Partei, die União Democrata-Crista de Timor UDC, die er bis 2007 als Präsident führte. Sie vertrat er im Conselho Nacional de Resistência Timorense (CNRT), der Dachorganisation des timoresischen Widerstandes, dem Guterres seit dessen Gründung 1998 angehörte. Im CNRT hatte er das Amt des Sekretärs inne. Dem Vorstand des CNRT gehörte Guterres bis zu dessen Auflösung 2001 an.
1981 schloss er an der Philosophischen Fakultät der Universität Lissabon sein Philosophiestudium ab. Dem folgte ein Aufbaustudium in Erziehungswissenschaften an der Fakultät für Psychologie und Erziehungswissenschaften an der Universität von Lissabon, welches er 1992 beendete. Von 1984 bis 1999 war Guterres Philosophielehrer in der Sekundärstufe.
Nach der Wahl zur verfassunggebenden Versammlung 2001 zog Guterres als Vorsitzender und einziger Vertreter der Partido Democrata-Cristão de Timor UDC/PDC in das Nationalparlament Osttimors ein. Daneben war er von 2001 bis 2006 Philosophielehrer am katholischen Priesterseminar Peter und Paul in Dili. Seit den Wahlen von 2007 gehört Guterres zum Congresso Nacional da Reconstrução Timorense (CNRT), für die er seitdem auch als Abgeordneter im Parlament sitzt. Guterres ist auch Mitglied der Richtlinienkommission der Partei. Bei Beginn der Legislaturperiode 2007/2012 wurde Guterres am 30. Juli 2007 zum Vizepräsidenten des Parlaments gewählt.
Am 11. Februar 2008 wurde bei einem Attentat Staatspräsident José Ramos-Horta schwer verletzt. Gemäß Verfassung übernimmt der Parlamentspräsident im Krankheitsfall die Amtsgeschäfte des Präsidenten. Da Parlamentspräsident Fernando de Araújo sich zu diesem Zeitpunkt aber in Portugal befand, übernahm Guterres als dessen Stellvertreter die präsidialen Aufgaben bis zur Rückkehr von Araújo am 13. Februar.

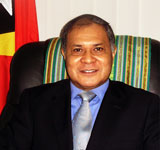
Vicente da Silva Guterres (2012)

Bei den Wahlen 2012 gelang Guterres mit dem CNRT der Wiedereinzug in das Parlament. Bei dessen ersten Sitzung am 30. Juli 2012 wurde Guterres zum neuen Parlamentspräsidenten gewählt.
Am 8. März 2015 geriet Guterres in einen Angriff einer bewaffneter Gruppe auf die Polizeistation in Baguia. Guterres war zu Besuch in seinem Heimatort, wegen der Beerdigung eines Verwandten. Er selbst war nicht Ziel des Angriffs, aber drei der Polizisten, die ihn als Leibwächter begleiteten und in der Polizeiwache übernachteten, wurden verletzt. Laut Polizeiquellen sollen die Angreifer aus der Gruppe um Mauk Moruk stammen.
Am 5. Mai trat Guterres von seinem Amt als Parlamentspräsident zurück. Er kam damit einer Abwahl durch das Parlament vor. Seit dem Bruch der Koalition zwischen CNRT und PD gab es Forderungen von Abgeordneten nach einer Neuwahl des Präsidiums, um die neuen Machtverhältnisse im Parlament darzustellen. Am selben Tag wurde sein bisheriger Stellvertreter Adérito Hugo da Costa (CNRT) zum Nachfolger von Guterres gewählt.
2017 erhielt Guterres den Ordem de Timor-Leste am Band.
Bei den Parlamentswahlen in Osttimor 2017 gelang Guterres auf Listenplatz 13 des CNRT erneut der Einzug in das Parlament. Er wurde Mitglied in der Kommission für Öffentliche Finanzen (Kommission C). Bei den Parlamentswahlen 2018 kandidierte Guterres nicht mehr.